# Trouy
Trouy é uma comuna francesa na região administrativa do Centro, no departamento Cher. Estende-se por uma área de 23,2 km². Em 2010 a comuna tinha 4 069 habitantes (densidade: 175,4 hab./km²).